# Soból i panna (film)
Soból i panna – polski melodramat w reżyserii Huberta Drapelli z 1983, oparty na powieści obyczajowej Józefa Weyssenhoffa z 1911 pod tym samym tytułem.
Film jest stosunkowo wierny wobec fabuły pierwowzoru, jednak na plan pierwszy wysuwa się dość banalny wątek romansowy, który w utworze literackim zdominowany został przez opisy przyrody i sceny polowań. Ekranizację utworu zrealizowano w plenerach Suwalszczyzny, której znakomicie „udało się” oddać klimat Kresów. Pochwalne recenzje od krytyków za swoją rolę w tym filmie otrzymał Jan Englert.

## Opis fabuły
Litwa kowieńska na przełomie XIX i XX w. Podczas polowania spotykają się zamożny student Michał Rajecki i uboga, ale pełna przymiotów ducha i urodziwa Warszulka. Mimo dzielących ich różnic społecznych i majątkowych między młodymi ludźmi rodzi się miłość, której na drodze stają konwenanse obyczajowe. Młody panicz rychło przestaje się interesować szczerze zakochaną w nim dziewczyną i powodowany wyrzutami sumienia swata ją z miejscowym chłopem. Zbyt późno spostrzega, że popełnił błąd.

## Obsada
- Jacek Borkowski – Michał Rajecki
- Jolanta Nowak – Warszulka
- Jan Englert – Stanisław Pucewicz
- Józef Duriasz – Łaukinis, stryj Warszulki
- Andrzej Precigs – wikary Lelejko
- Adam Baumann (w czołówce nazwisko: Bauman) – baron August
- Jolanta Cichoń – Dziewczyna pracująca w gospodarstwie Pucewicza
- Anna Seniuk – gospodyni Marcela
- Andrzej Krasicki – gość baronostwa
- Anna Milewska – Pani Rajecka
- Barbara Ludwiżanka – Julia Novack
- Adam Marjański – Józef Trembel
- Anna Lenartowicz – Aniela Trembelówna, narzeczona Pucewicza
- Jerzy Prażmowski – Woźnica Antoni
- Dorota Kwiatkowska – baronowa
- Jarosława Michalewska – Paraska, dziewczyna u Czerwińskiego
- Hanna Skarżanka – gość baronostwa
- Lech Ordon – Kapitan
- Beata Paluch – Dziewczyna pracująca w gospodarstwie Pucewicza
- Anna Gornostaj – epizod, nie występuje w czołówce
- Barbara Sołtysik – gość baronostwa
- Eugeniusz Wałaszek – proboszcz Stuligiński
- Lech Sołuba – gość baronostwa, uczestnik polowania